# 日本液晶学会
一般社団法人日本液晶学会 （にほんえきしょうがっかい、英文名 Japanese Liquid Crystal Society 、略称JLCS）は、21世紀に向けてさらに大きく発展しようとする日本の液晶研究と液晶産業の交流拠点として産官学から望まれ、液晶に関する学術・応用研究および実用化の一層の発展を図ることを目的として1997年に設立された学会。設立賛助企業は43社。
事務局を東京都新宿区山吹町358-5　アカデミーセンター内に置いている。

## 事業
主な事業
1. 年会「日本液晶学会討論会」の主催
2. シンポジウム（総合講演会）、若手研究者を対象としたサマースクール、各研究フォーラムが運営するテーマ講演会の開催
3. 国際液晶会議・液晶関連会議の主催・共催・協賛・後援
4. 学会誌・各種講演会やサマースクールの講演内容をまとめた図書の出版[2]
5. 液晶関連情報のデータベース化
6. インターネットを用いた情報交換と検索
7. 国際液晶コミュニティとの交流促進

## 機関誌
- 学会誌 『液晶』（英語タイトル "EKISHO"）　季刊